# Bob Foster (pilote moto)
Alfred Robert "Bob" Foster (16 mars 1911 - 22 mars 1982), né dans le Gloucestershire, au Royaume-Uni, était un pilote de moto professionnel. Il a couru de 1935 à 1951 et a remporté le championnat du monde de vitesse moto catégorie 350 cm3 en 1950.

## Carrière en course
Foster commence à piloter des motos en 1932 et devient connu sous le nom de Cheltenham Flyer . 
C'est un pilote polyvalent participant à diverses compétitions de trial et de motocross, mais il connait son plus grand succès dans les courses sur route.

### À l'Île de Man
Il pilote une New Imperial (en) à boîte de vitesses intégrée au Manx Grand Prix (en) en 1933 et 1934. Son meilleur résultat est une deuxième place dans la course des Lightweight de 1934. 
Il participe en 1935 au Tourist Trophy de l'île de Man, toujours au guidon d'une New Imperial 250 cm3, dans le Lightweight TT où il ne réussit pas à finir.
Foster remporte sa première course au Lightweight TT l'année suivante toujours sur New Imperial. Pendant cette course de 1936 il échange plusieurs fois la tête avec l'expérimenté (29 victoires en Grand Prix dont 10 au TT) pilote irlandais Stanley Woods (en) jusqu'à ce que Woods et sa machine DKW se retirent dans le dernier tour, donnant à Foster la victoire, à la moyenne record à l'époque de presque 123 km/h,. Ce succès sur une New Imperial est la dernière victoire d'une moto de fabrication britannique dans le  Lightweight TT.
L'usine New Imperial lui retire son soutien officiel après le TT de 1936, forçant Foster à opter pour une AJS 7R de 350 cm3 de 1937 à 1939. Il est parrainé dans le TT de 1939 par Archers of Aldershot, un magasin de motos dirigé par le père de son collègue pilote Les Archer (en).
Lorsque les sports mécaniques reprennent après la fin de la Seconde Guerre mondiale, Foster remporte en 1947 la première course TT de l'île de Man d'après-guerre - la Junior TT - à la moyenne de 129 km/h sur une Velocette 350 cm3 avec quatre minutes d'avance sur le deuxième. 
Il termine deuxième derrière Freddie Frith dans le Junior TT de 1948. Dans le Senior TT de 1949, Foster établi un record du tour d'après-guerre en 25 min 14 s. (144,4 km/h de moyenne) sur une Moto Guzzi 500 cm3 et il mène la course de 57 secondes lorsqu'il doit abandonner sur problème mécanique. 

### En Grand Prix
Après le TT, il Bob Foster participe au 1er championnat du monde de vitesse moto de l'histoire en 1949 sur une Velocette. Il termine 2e derrière Freddie Frith dans le Dutch TT néerlandais et au Grand Prix de Belgique et à la 3e place du championnat en catégorie 350 cm3 avec 16,5 point marqués,.
Foster connait sa saison la plus réussie en 1950 lorsqu'il combat sur sa Velocette contre la puissante équipe de course d'usine Norton qui utilise des Norton Manx à cadre Featherbed (en français, lit de plumes) monté par Artie Bell (en) et Geoff Duke. Bob Foster est donné comme favori à l'entame de la saison.
Après que l'équipe Norton ait commencé la saison 1950 en remportant les trois premières places au TT de l'île de Man 1950, Foster surprend l'équipe Norton en remportant le Grand Prix de Belgique devant Bell et Duke. Il enchaîne avec des victoires au Dutch TT et au Grand Prix d'Ulster ainsi qu'une deuxième place au Grand Prix moto de Suisse pour décrocher comme prévu le championnat du monde 350 cm3 avec 30 points marqués,.
Foster prend sa retraite après le TT de l'île de Man en 1951 qu'il termine en 19e place (il ne marque qu'un point) et s'installe dans le Dorset où il possède des concessions Moto Guzzi à Parkstone (en) et à Blandford.
Lors de sa brève carrière en Grand Prix, commencée au TT 1949 et terminée sur le même circuit en 1951, il totalise 47.5 points, 4 meilleurs tours en course. Il gagne son premier GP en 350 cm3 en Belgique, le second aux Pays-Bas et son dernier en Ulster tous la même année 1950.

## Résultats en Grand Prix Moto
Système de points 1949. Seuls les points de 3 courses sur 5 (ou 6) étaient retenus,.

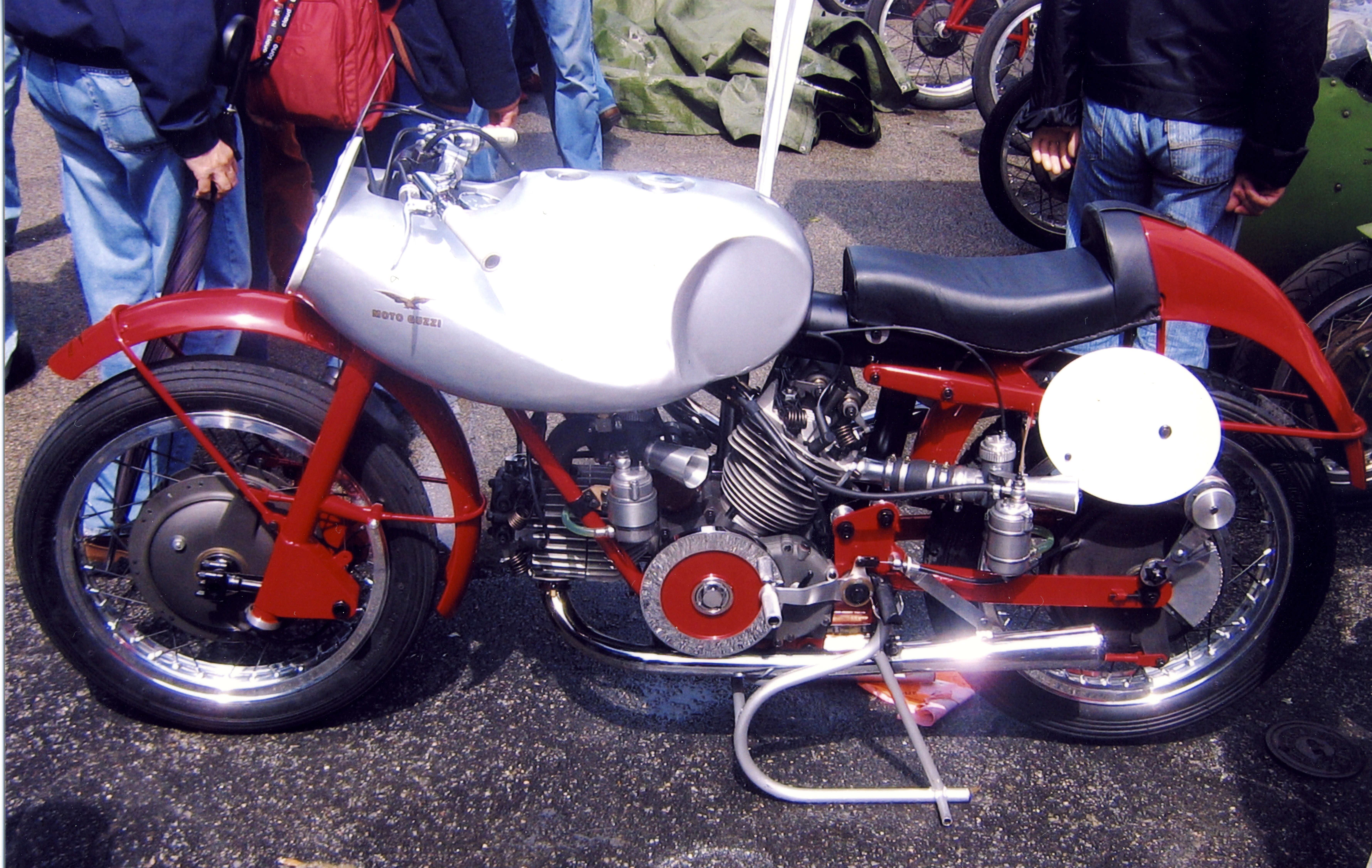
Moto Guzzi 500 de Grand Prix (version 1951)

| Position | 1er | 2e | 3e | 4e | 5e | Meilleur tour |
| Points   | 10  | 8  | 7  | 6  | 5  | 1             |

| Couleur  | Résultat                       |
| -------- | ------------------------------ |
| Or       | Vainqueur                      |
| Argent   | 2e place                       |
| Bronze   | 3e place                       |
| Vert     | Classé dans les points         |
| Bleu     | Classé hors des points         |
| Bleu     | Non classé (Nc.)               |
| Violet   | Abandon (Abd.)                 |
| Rouge    | Non qualifié (Nq.)             |
| Rouge    | Non pré-qualifié (Npq.)        |
| Noir     | Disqualifié (Dsq.)             |
| Blanc    | Non partant (Np.)              |
| Blanc    | Forfait (Forf.)                |
| Blanc    | Course annulée (A)             |
| Neutre   | Non présent                    |
| Neutre   | Exclu (Ex.)                    |
| Gras     | Pole position                  |
| Italique | Meilleur tour en course        |
| †        | Classé sans terminer la course |
| 1 2 3 …  | Classement dans la catégorie   |

| Années | Catégories | Équipes    | 1     | 2     | 3     | 4     | 5     | 6      | 7     | 8     | Points | Rangs | Victoires |
| ------ | ---------- | ---------- | ----- | ----- | ----- | ----- | ----- | ------ | ----- | ----- | ------ | ----- | --------- |
| 1949   | 350 cm3    | Velocette  | TT 6  | SUI - | NED 2 | BEL 2 | ULS - |        |       |       | 16.5   | 3e    | 0         |
| 1949   | 500 cm3    | Moto Guzzi | TT NC | SUI - | NED - | BEL - | ULS - | NAT -  |       |       | 0      | -     | 0         |
| 1950   | 350 cm3    | Velocette  | TT NC | BEL 1 | NED 1 | SUI 2 | ULS 1 | NAT -  |       |       | 30     | 1er   | 3         |
| 1950   | 500 cm3    | Moto Guzzi | TT NC |       |       |       |       |        |       |       | 0      | -     | 0         |
| 1950   | 500 cm3    | AJS        |       | BEL 7 | NED - | SUI - | ULS - | NAT 15 |       |       | 0      | -     | 0         |
| 1951   | 250 cm3    | Velocette  |       | SUI - | TT NC |       |       | FRA -  | ULS - | NAT - | 0      | -     | 0         |
| 1951   | 350 cm3    | Velocette  | ESP - | SUI - | TT 6  | BEL - | NED - | FRA -  | ULS - | NAT - | 1      | 16e   | 0         |